# 카니발 (1964년 영화)
카니발(Roustabout)은 미국에서 제작된 존 리치 감독의 1964년 영화이다. 엘비스 프레슬리 등이 주연으로 출연하였고 할 B. 월리스 등이 제작에 참여하였다.

## 출연

### 주연
- 엘비스 프레슬리
- 바바라 스탠윅

### 조연
- 조안 프리먼
- 리프 에릭슨
- 수 앤 랭돈
- 팻 버트램
- 조엔 스탤리
- 데브 그리어
- 스티브 브로디
- 노먼 그라보스키
- 잭 알버트슨
- 제인 둘로
- 조엘 플루엘렌

## 제작진
- 의상: 에디스 헤드
- Ass-PD: 폴 나단